# Pegunungan Cycloop
Pegunungan Cycloop är en bergskedja i Indonesien.   Den ligger i provinsen Papua, i den östra delen av landet, 3 800 km öster om huvudstaden Jakarta.
Pegunungan Cycloop sträcker sig 38 km i öst-västlig riktning. Den högsta toppen är Gunung Cycloop, 1 919 meter över havet.
Topografiskt ingår följande toppar i Pegunungan Cycloop:
- Gunung Baboko
- Gunung Butefon
- Gunung Cycloop
- Gunung Dafonsero